# Helodes thoracica
Helodes thoracica är en skalbaggsart som beskrevs av Guer. Helodes thoracica ingår i släktet Helodes och familjen mjukbaggar. Inga underarter finns listade i Catalogue of Life.